# Турри, Пеллегрино
Пеллегрино Турри (итал. Pellegrino Turri, 1765, Кастельнуово-ди-Гарфаньяна — 1828, место смерти неизвестно) — итальянский механик и изобретатель, создатель копировальной бумаги. Также известен как изобретатель одной из первых в мире пишущих машинок.

## Биография
Изобретатель родился в 1765 году в городе Кастельнуово-ди-Гарфаньяна. Скончался в 1828 году, место смерти неизвестно.

## Изобретение пишущей машинки
Печатную машинку Турри сконструировал в 1801 (согласно иным источникам — в 1808) году специально для своей подруги графини Каролины Фантони да Фивиццано, с которой он, вероятно, был связан романтическими отношениями. Графиня страдала слепотой, вследствие чего была лишена возможности писать письма от руки.
Помимо прочего, Пеллегрино создал копировальную бумагу для подачи чернил на машинку. В настоящее время печатная машинка Турри не сохранилась, однако некоторые письма, написанные с ее помощью, дошли до наших дней.